# Alfred Jodl
Alfred Gustav Jodl, geboren als Alfred Baumgärtler, (Würzburg, 10 mei 1890 – Neurenberg, 16 oktober 1946) was een Duits generaal, Chef Operaties bij het opperbevel van de Duitse strijdkrachten (Wehrmacht) en als zodanig een naaste militaire medewerker van Hitler. Na afloop van de Tweede Wereldoorlog is hij als oorlogsmisdadiger terechtgesteld.

## Achtergrond
Jodls vader, Alfred Jodl, was artillerieofficier; zijn moeder, Therese Baumgärtler, een boerendochter. Omdat een verbintenis met een boerendochter beneden de waardigheid van een Beierse officier was, huwde het paar pas in 1899, nadat de vader de militaire dienst verlaten had. De jonge Alfred droeg dus de naam van zijn ongehuwde moeder. Vanaf het huwelijk droeg Alfred, toen al negen jaar, de naam Jodl. Hij groeide samen met zijn jongere broer Ferdinand op. Het echtpaar Jodl kreeg ook nog drie dochters, die echter allen jong stierven. 
In 1913 huwde Jodl Irma Gräfin von Bullion; na haar dood op 7 maart 1945 trouwde hij met Luise von Benda.

## Militaire loopbaan
Jodl volgde vanaf 1903 een opleiding als cadet, die hij in 1910 voltooide. Tijdens de Eerste Wereldoorlog vocht hij in het Beierse leger. Hij bereikte de rang van luitenant. Na de oorlog overwoog hij zich uit het leger terug te trekken en voor arts te studeren, maar hij besloot toch zijn militaire carrière voort te zetten. Hij werd Chef van de Operatieve Afdeling van de landmacht.
Zijn eerste ontmoeting met Adolf Hitler was in 1923. In 1935 werd hij Generalmajor van de Wehrmacht. Als lid van de NSDAP (Nationaalsocialistische Duitse Arbeiderspartij) was hij een aanhanger van Hitler en zijn politiek van herbewapening. Zijn bewondering voor Hitler, die hij als een der grootste Duitse heldenfiguren zag, zou, bij alle zakelijke kritiek, vrijwel tot het eind in stand blijven.
Als chef operaties binnen het opperbevel van de Wehrmacht speelde hij een belangrijke rol in de militaire veldtochten in met name de Balkanlanden en de Sovjet-Unie. In januari 1944 werd Jodl kolonel-generaal. Jodl was ook aanwezig bij de stafvergadering van Hitler in Rastenburg waar kolonel Claus von Stauffenberg een (mislukte) aanslag op Hitler pleegde; hij raakte gewond, maar herstelde snel.

## Eindfase
Na de zelfmoord van Hitler was Jodl een van de belangrijkste onderhandelaars (samen met admiraal Von Friedeburg) die door grootadmiraal Karl Dönitz (het nieuwe staatshoofd) naar de geallieerden werden afgevaardigd om over de wapenstilstandsvoorwaarden te praten. Op 7 mei 1945 ondertekende kolonel-generaal Jodl te Reims (Frankrijk) de Duitse capitulatie. Daarna vloog hij naar Flensburg terug waar de Duitse regering van Dönitz haar zetel had. Op 13 mei, na de arrestatie van generaal-veldmaarschalk Wilhelm Keitel, werd hij door Dönitz aangesteld als laatste hoofd van het OKW (opperbevel). Op 23 mei 1945 werd hij samen met de overige leden van de Flensburgregering gearresteerd.

## Proces
Tijdens het Proces van Neurenberg werd Jodl op vier punten aangeklaagd en daarop schuldig bevonden. Een van de tenlasteleggingen betrof het Kommandobefehl en het Kommissarbefehl, waarmee de conventie van Genève geschonden werd - Jodl ging feitelijk akkoord met het executeren van krijgsgevangenen (voor zover het respectievelijk geallieerde commandotroepen achter de linies betrof, of politieke commissarissen binnen het Rode Leger). Op 1 oktober 1946 werd hij ter dood veroordeeld. Jodls vraag om - zoals het voor militairen gebruikelijk is - door een vuurpeloton geëxecuteerd te worden, werd afgewezen. Op 16 oktober, rond 2 uur 's morgens, werd hij opgehangen. Zijn laatste woorden waren: "Ik groet U, mijn Duitsland". Zijn stoffelijk overschot werd nog diezelfde dag verast, tegen middernacht werd de as in de Isar verstrooid.

## Een omstreden vonnis
Jodls veroordeling was - ook onder de geallieerden - omstreden: de Franse rechter Henri Donnedieu de Vabres noemde zijn veroordeling een gerechtelijke dwaling. In maart 1953 oordeelde een Duitse arbitrale commissie dat hij zich niet schuldig had gemaakt aan oorlogsmisdaden, maar slechts zijn plicht had gedaan en daarbij geen oorlogsmisdaden had begaan. Zijn verbeurd verklaarde bezit werd aan zijn weduwe teruggegeven. Later, in september van dat jaar, werd onder druk van de Amerikanen het advies van de commissie door de Beierse minister voor politieke bevrijding herroepen. 
Het boek van Bas von Benda getiteld: "Het kleedje voor Hitler", betoogt dat er geen sprake was van een 'gerechtelijke dwaling' en zijn veroordeling tot de doodstraf door ophanging door het Tribunaal van Neurenberg terecht was.
Op het kerkhof van Fraueninsel im Chiemsee is er een grafkelder van de familie Jodl met een gedenksteen voor de Generaloberst zelf, een tweede voor zijn eerste vrouw Irma Gravin von Bullion (1885-1944), een derde voor zijn tweede vrouw Luise von Benda (1905-1998) en een vierde voor zijn jongere broer Ferdinand (1896-1956) en diens vrouw.

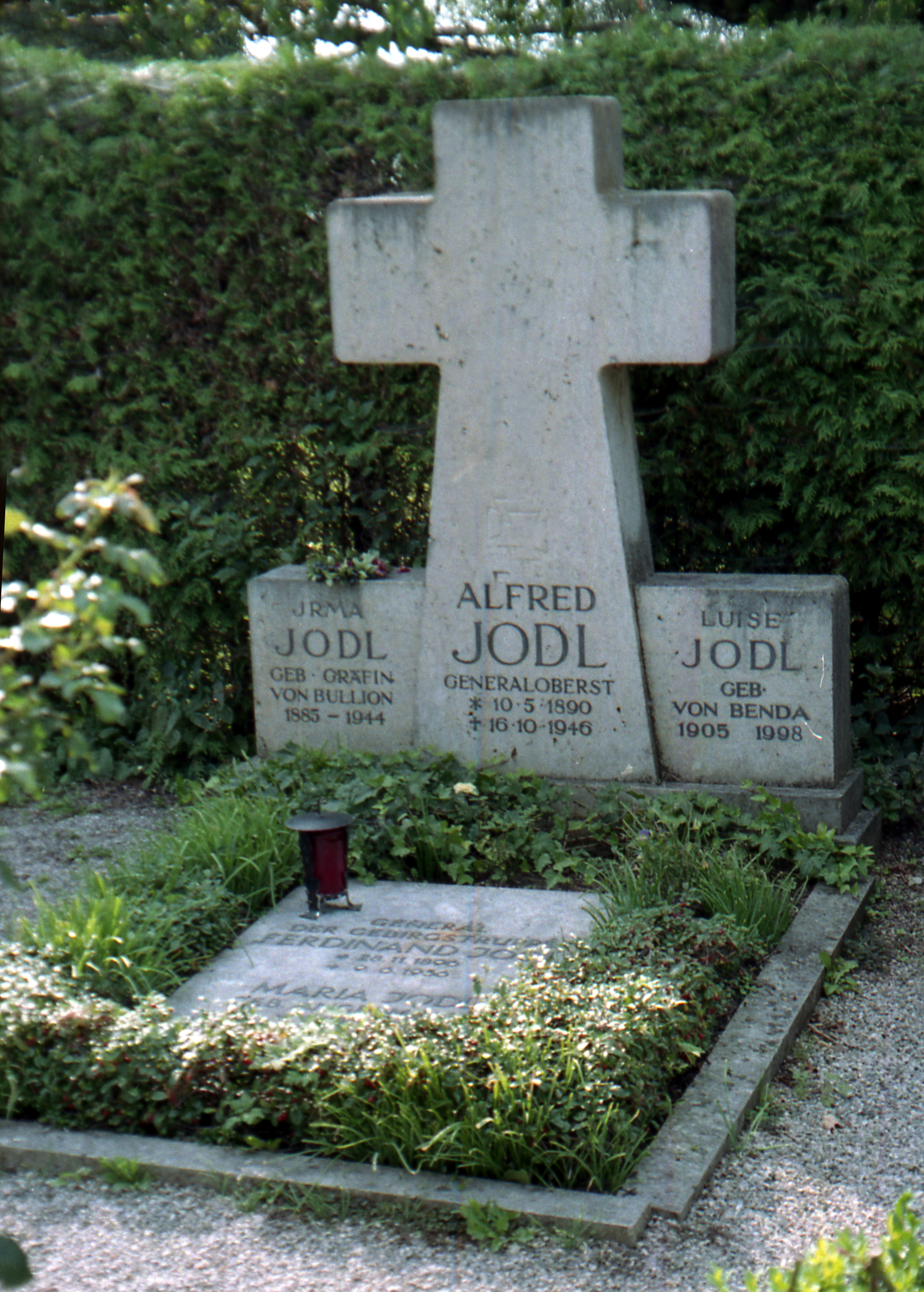
Familiegraf van Jodl

## Militaire carrière
- Fähnrich: 10 juli 1910[2][3][4]
- Leutnant: 28 oktober 1912[2][3][4]
- Oberleutnant: 14 januari 1916[2][3]
- Rittmeister: 28 september 1921[2][3] - 18 oktober 1918[4]
- Hauptmann: 1923[2][3]
- Oberstleutnant: 1 oktober 1933[2][3][5]
- Oberst i.G.: 1 augustus 1935[2][3][5]
- Generalmajor: 1 april 1939[2][3][6][5]
- Generalleutnant: overgeslagen[5]
- General der Artillerie: 19 juli 1940[2][3][6][7][5]
- Generaloberst: 30 januari 1944[2][3][6][7][8]

## Decoraties
- Ridderkruis van het IJzeren Kruis op 6 mei 1945 als Generaloberst en Chef des Wehrmachtfuhrungsstabes im OKW[9][2][3][10][8]
- Ridderkruis van het IJzeren Kruis met Eikenloof (nr.865) op 10 mei 1945 als Generaloberst en Chef des Wehrmachtfuhrungsstabes im OKW und stellv. Chef OKW[11][12][2][3]
- IJzeren Kruis 1914, 1e Klasse[4][10] (3 mei 1918)[2][3] en 2e Klasse[4][10] (20 november 1914)[2][3]
- Herhalingsgesp bij IJzeren Kruis 1939, 1e Klasse[10] (23 december 1939)[2][3] en 2e Klasse[10] (30 september 1939)[2][3]
- Gewondeninsigne 1918 in zwart[2][4]
- Gewondeninsigne van de 20e juli 1944[10] zwart op 2 september 1944[3]
- Erekruis voor Frontstrijders in de Wereldoorlog[2][3]
- Anschlussmedaille[2][3]
- Medaille ter Herinnering aan de 13e Maart 1938[2][3]
- Gouden Ereteken van de NSDAP[10] op 30 januari 1943[2][3][8]
- Commandeur in de Orde van Michaël de Dappere op 23 december 1943[2][3]
- Ridder der Derde Klasse in de Orde van Michaël de Dappere op 23 december 1943[2][3]
- Orde van het Vrijheidskruis (Finland), 1e Klasse met Ster en Zwaarden op 25 maart 1942[2][3]
- Dienstonderscheiding van Leger en Marine voor (25 dienstjaren)[2]

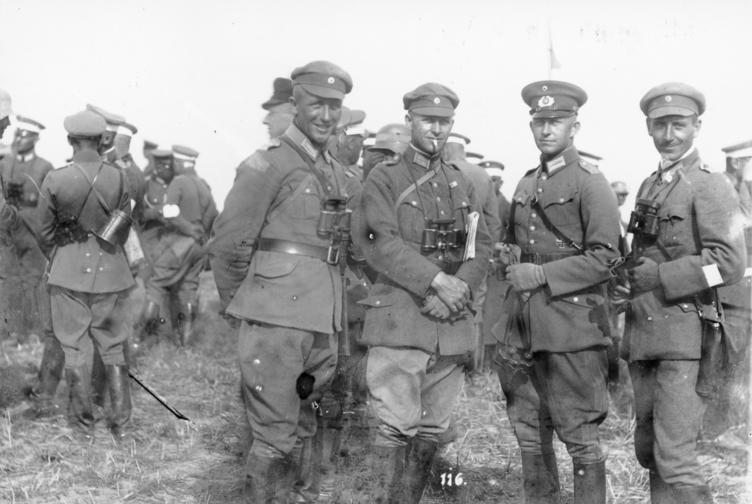
Jodl (tweede van rechts) tijdens een manoeuvre van de 7e divisie (1926).
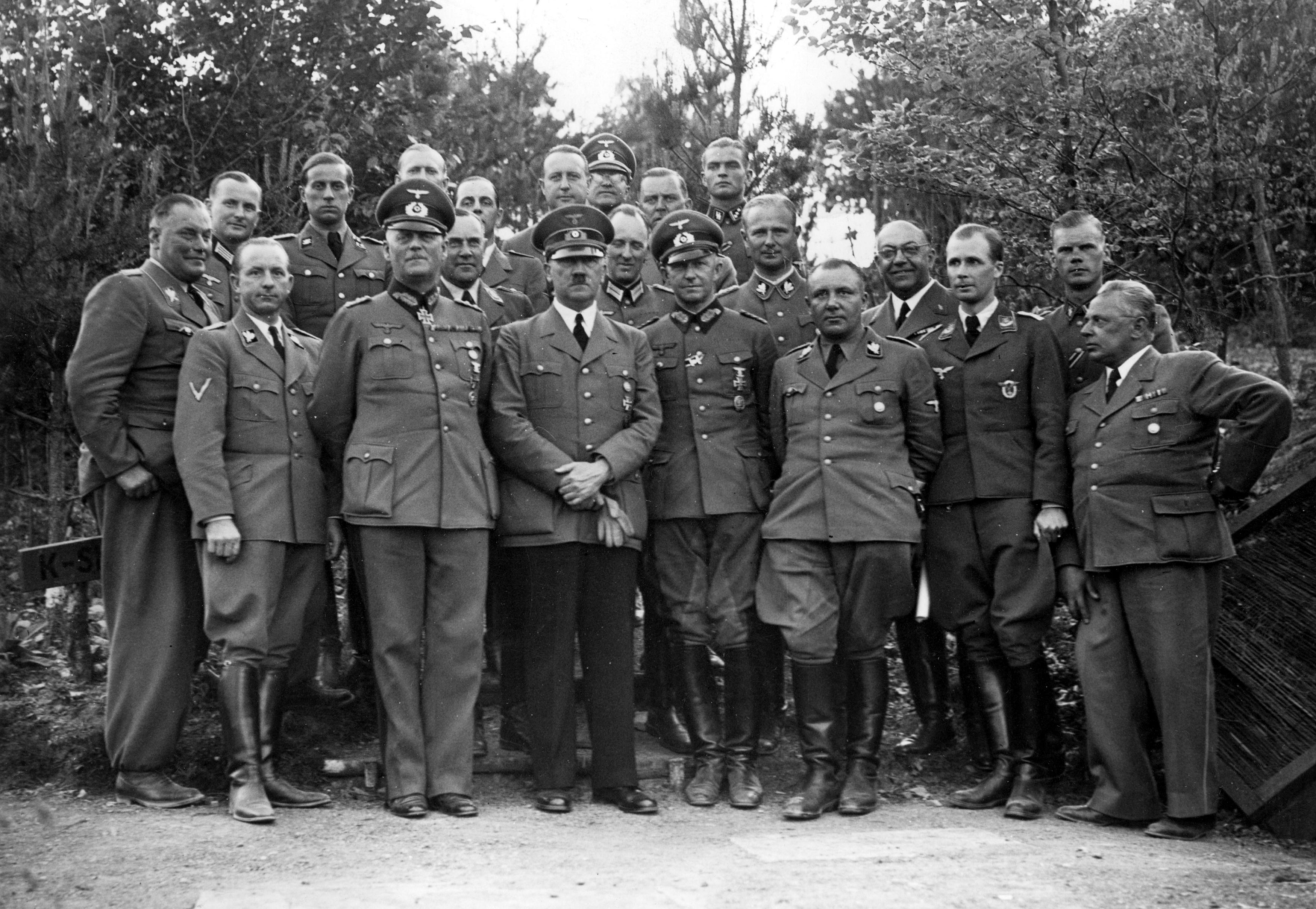
Hitlers staf, Jodl (rechts naast Hitler), 1940.
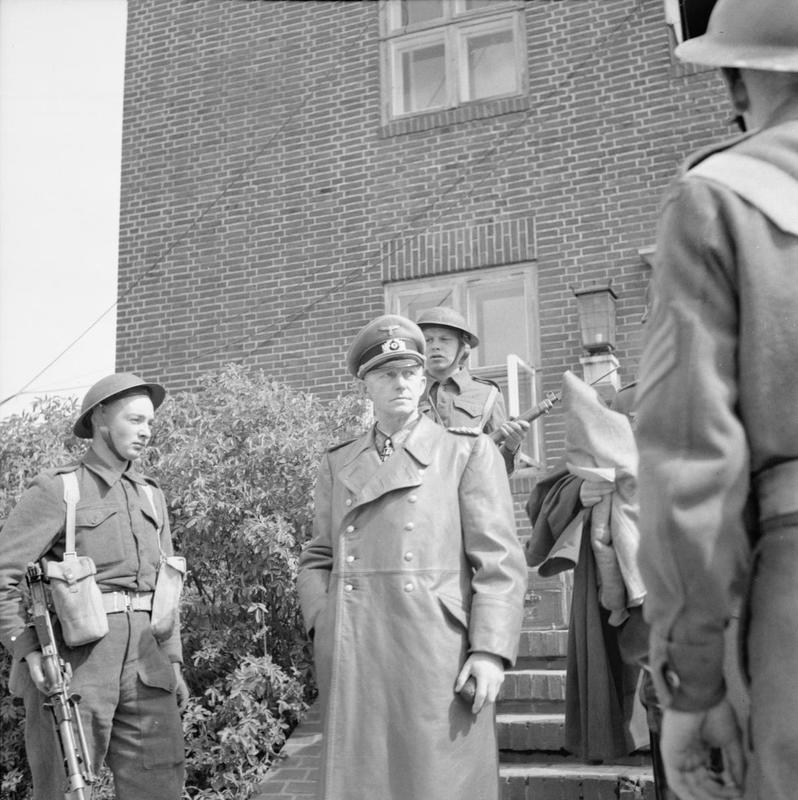
Jodl, gevangengenomen op 23 mei 1945.
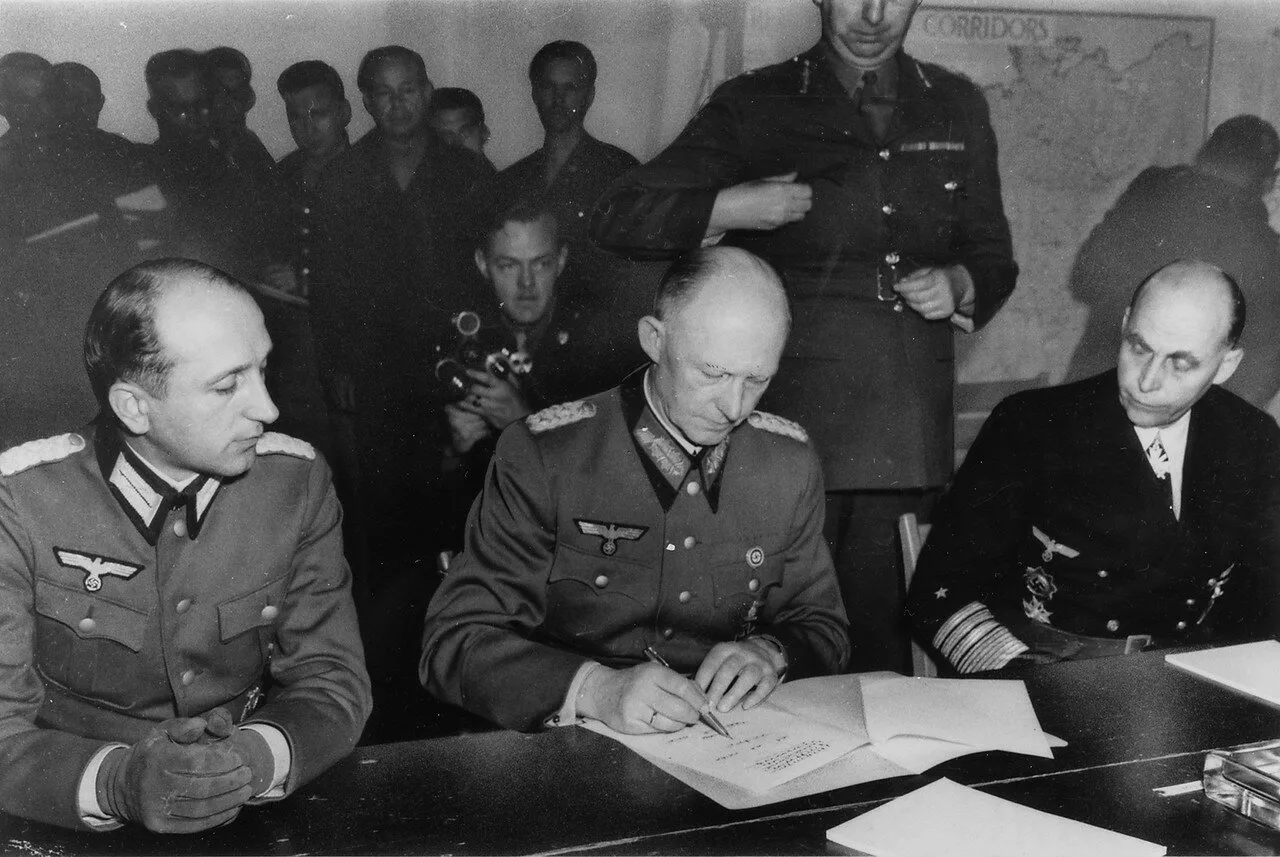
Alfred Jodl, tussen Major Wilhelm Oxenius (links) en Generaladmiral Hans-Georg von Friedeburg (rechts) ondertekenen de Duitse Overgave te Reims, Frankrijk, 7 mei 1945.
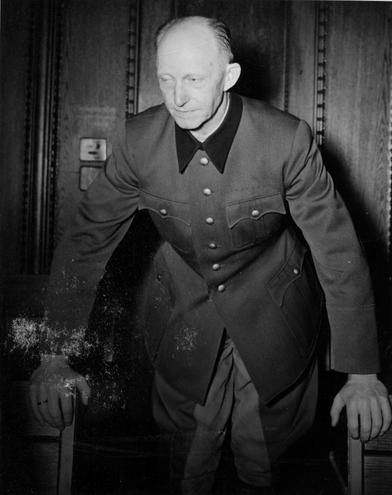
Generaloberst Jodl tijdens de Processen van Neurenberg.